# Hyposoter nigrolineatus
Hyposoter nigrolineatus là một loài tò vò trong họ Ichneumonidae.